# Колинг (Алабама)
Колинг (енгл. Coaling) град је у америчкој савезној држави Алабама. По попису становништва из 2010. у њему је живело 1.657 становника.

## Демографија
Према попису становништва из 2010. у граду је живело 1.657 становника, што је 542 (48,6%) становника више него 2000. године.
| Група             | 2000.       | 2010.         |
| Белци             | 997 (89,4%) | 1.427 (86,1%) |
| Афроамериканци    | 96 (8,6%)   | 189 (11,4%)   |
| Азијати           | 0 (0,0%)    | 1 (0,1%)      |
| Хиспаноамериканци | 10 (0,9%)   | 14 (0,8%)     |
| Укупно            | 1.115       | 1.657         |